# Yelicones pappi
Yelicones pappi är en stekelart som beskrevs av Donald L.J. Quicke och Chishti 1997. Yelicones pappi ingår i släktet Yelicones och familjen bracksteklar. Inga underarter finns listade i Catalogue of Life.